# Bông Krang
Bông Krang là một xã thuộc huyện Lắk, tỉnh Đắk Lắk, Việt Nam.
Xã Bông Krang có diện tích 318,19 km², dân số năm 1999 là 4875 người, mật độ dân số đạt 15 người/km².